# Semiothisa albidulata
Semiothisa albidulata är en fjärilsart som beskrevs av W. Warren 1898. Semiothisa albidulata ingår i släktet Semiothisa och familjen mätare. Inga underarter finns listade i Catalogue of Life.